# Николич, Юлия Игоревна
Юлия Игоревна Портянко, в замужестве Николич (макед. Јулија Портјанко / Николиќ; 20 апреля 1983, Днепропетровск — 12 октября 2021, Скопье) — украинская и македонская гандболистка, разыгрывающая. Завершила карьеру по окончании сезона 2014/15.

## Биография

### Клубная карьера
Юлия является воспитанницей школы львовского клуба «Галичанка», за который выступала с 2001 по 2003 год. С 2003 года она играла за рубежом, представляя клубы «Кометал Горче Петров» (Македония), «Юскюдар Беледиеспор» (Турция) и «Арвор 29» (Франция; одноклубница Александры Лакрабер). Была чемпионкой Украины, Македонии и Франции. В сезоне 2012/2013 выступала в России за команду «Звезда» (Звенигород), после чего ушла в «Вардар». Карьеру завершила после двух сезонов за «Вардар».

### Карьера в сборной
Сыграла 57 игр за сборную Македонии и забила 187 голов; играла на чемпионате Европы 2008 года и заняла с командой 7-е место, попав в Топ-10 бомбардиров. Последний для неё турнир прошёл в 2012 году, это был чемпионат Европы.